# Санта Марта
Санта Марта (шп. Santa Marta) је главни град Департмана Магдалена који се налази на северу Колумбије и представља природну луку на Карипском мору. Основао га је шпански истраживач Родриго де Бастидас 1525. године. То је био први град у тадашњој Колумбији (прво шпанско насеље у Колумбији), њен најстарији преживели град и друго најстарије у Јужној Америци. Град је познат по производњи банана као и по изузетно лепим плажама. Овај град се налази у истоименом заливу и као такав је главна туристичка дестинација у карипском региону.

## Становништво
| 1951.  | 1964.  | 1973.   | 1985.   | 1993.   | 2005.   |
| ------ | ------ | ------- | ------- | ------- | ------- |
| 37.005 | 89.161 | 110.161 | 177.922 | 270.253 | 385.122 |

## Партнерски градови
- Акапулко
- Moyobamba